# Metrô sobre pneus

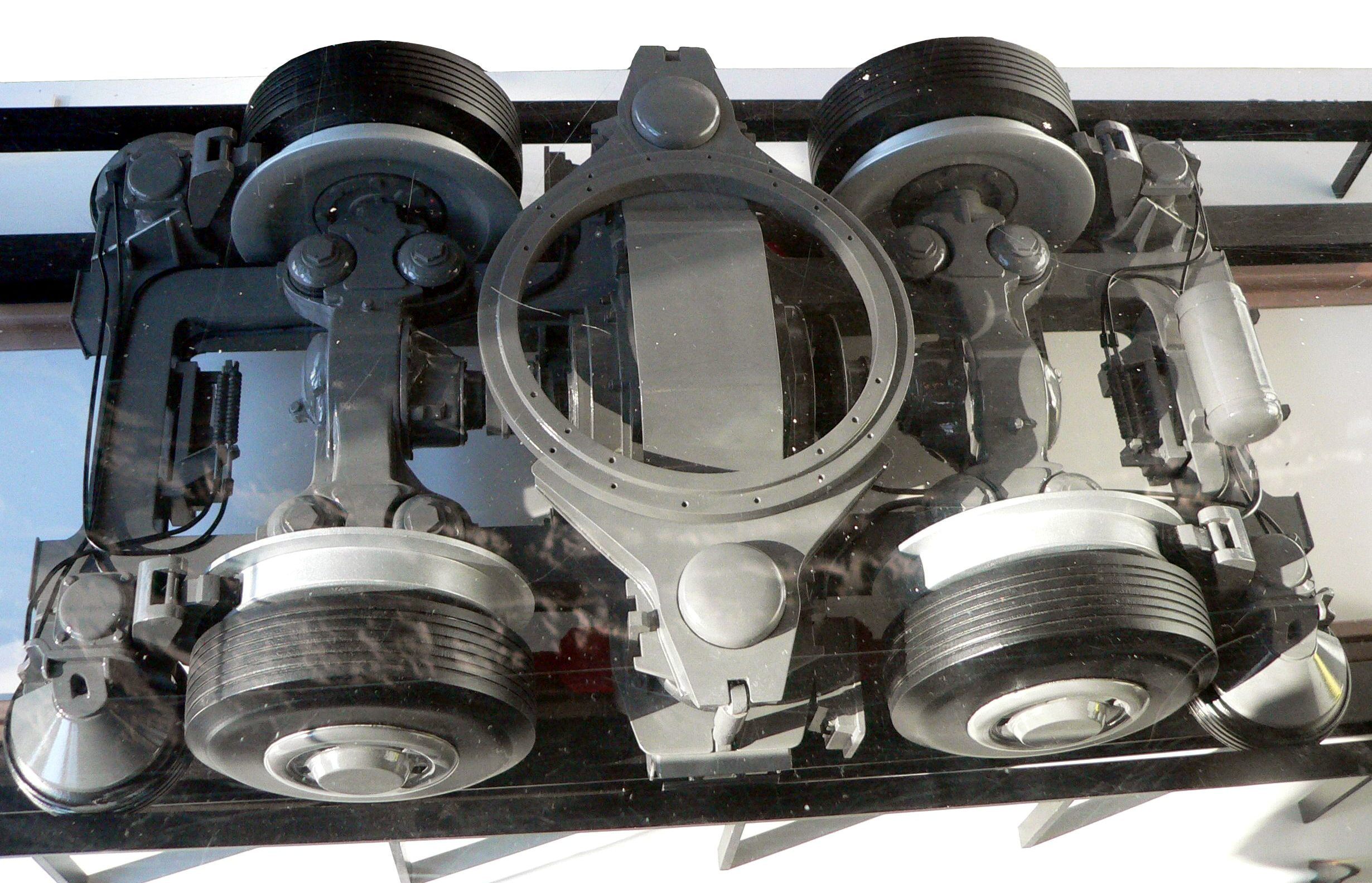
Truque de pneus.

O metropolitano sobre pneus é um sistema de transporte público que utiliza tanto tecnologia rodoviária como ferroviária. Os trens (português brasileiro) ou comboios (português europeu) estão equipados com rodas que utilizam pneus de borracha similares  aos utilizados nos automóveis, com duas pistas de rolamento nos dois lados das composições (exemplos dos metros de Montreal, Lille e Toulouse), ou com carris em forma de H (Metro da Cidade do México, Metro de Paris e Metro de Santiago do Chile). Existe também tecnologia que recorre a um carril central, como ocorre no Metro de Sapporo.

## História
A primeira ideia para o desenvolvimento de veículos ferroviários a  circular com pneus  foi apresentada no trabalho do escocês Robert William Thomson, o inventor original do pneu. Na sua patente de 1846, ele descreve os  seus 'pneus aéreos' como sendo igualmente adequado para a ferrovia.
Durante a ocupação alemã de Paris aquando da Segunda Guerra Mundial , o sistema de metro funcionava em condições mínimas. No final da guerra, o sistema foi tão afetado que havia que renovar o Metro. A tecnologia de metro sobre pneus foi aplicada pela primeira vez no Metro de Paris, tendo sido desenvolvido pela Michelin, que forneceu os pneus e sistema de guiamento, em colaboração com a Renault, que forneceu os veículos. Começando em 1951, um veículo experimental, o MP 51, opera numa pista de testes entre Porte des Lilas e Pré Saint Gervais, uma secção da linha não aberta ao público.

## Vantagens

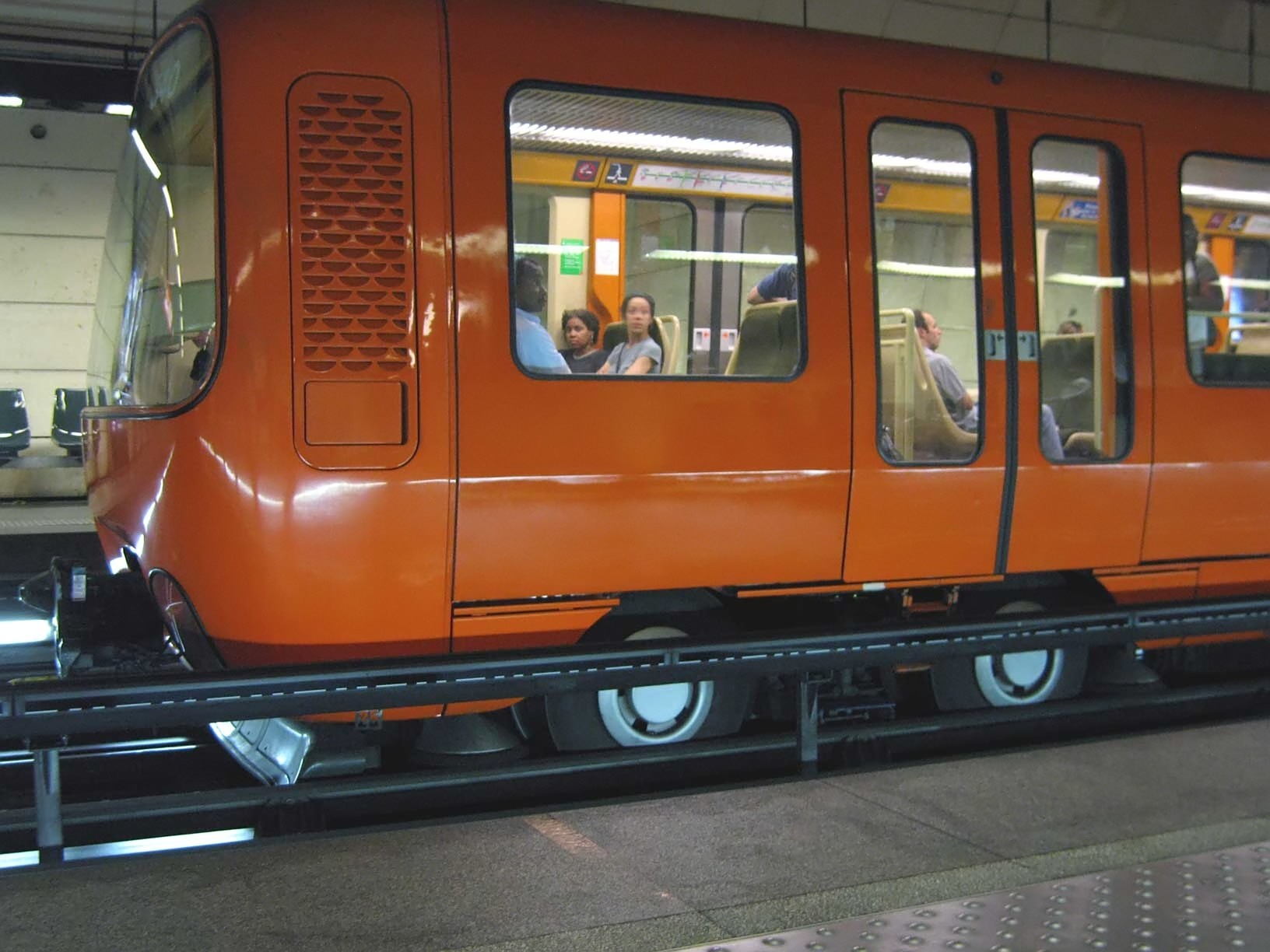
Composição MPL-85 no Metro de Lyon.

Vantagens do metro sob pneus sobre o metro sobre ferro:
- Condução mais suave
- Maior aceleração
- Menor distância de travagem, permitindo colocar mais comboios na mesma via.
- A capacidade de subir ou descer rampas com inclinação até 13%.
- Menor ruído na circulação.
- Menor custo de manutenção.

## Desvantagens

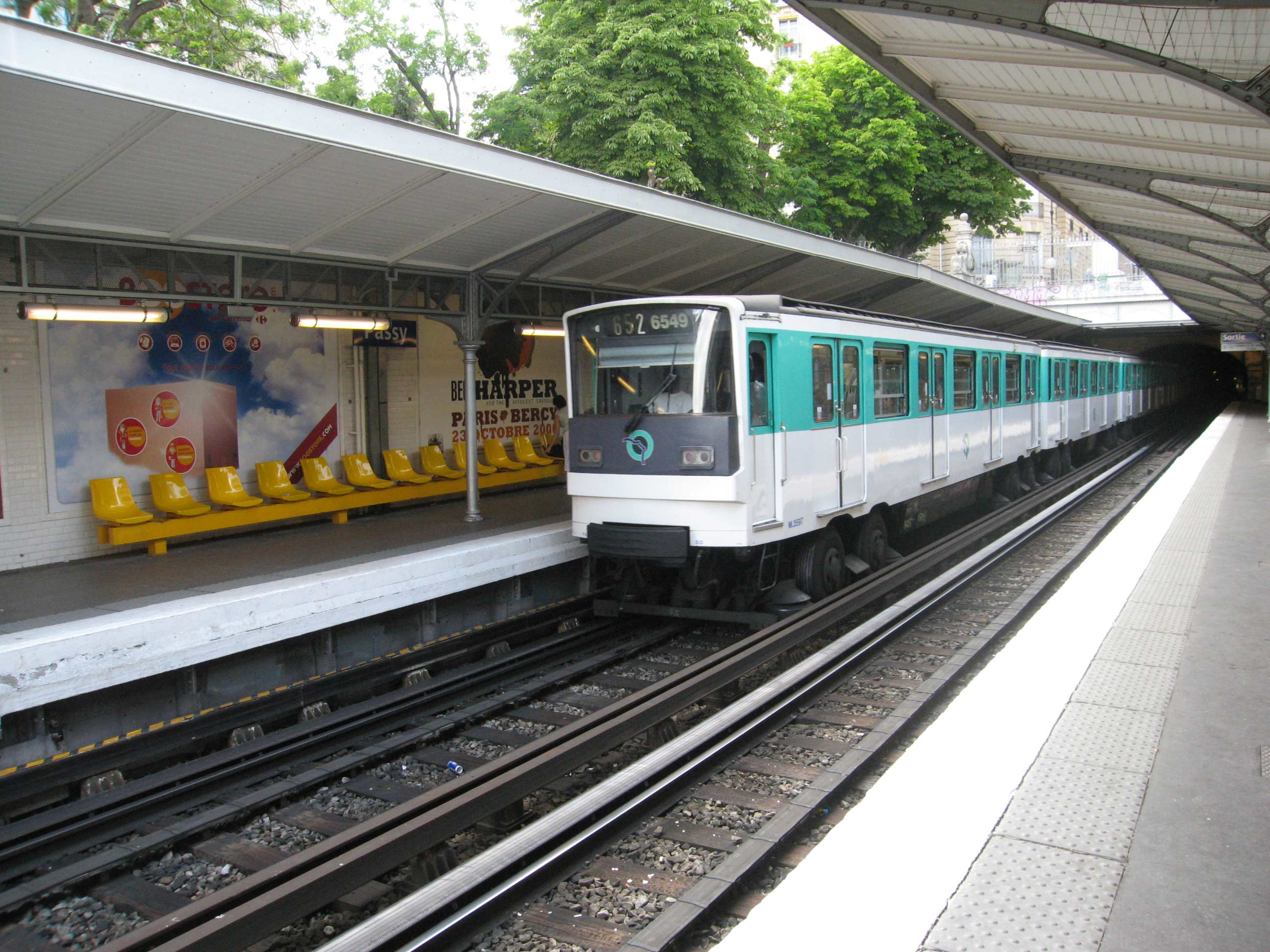
Um MP 73 do material circulante do Metro de Paris.

O maior atrito e inércia são responsáveis por várias desvantagens do metro sobre pneus (comparado com o metro sobre ferro):
- Maior consumo de energia
- Possibilidade de furos - o que  não ocorre nas rodas de ferro.
- Maior dissipação de calor.
- A variação das condições meteorológicas afecta a performance (aplicável apenas em percursos não--subterrâneos)
- Composições mais pesadas, pois as rodas  de ferro permanecem por questões de operacionalidade, para fornecer eletricidade aos comboios e como "backup".
- Custo de substituição dos pneus, comparado com a substituição das rodas de ferro.
- Maior poluição